# Zelandotipula fulva
Zelandotipula fulva là một loài ruồi trong họ Tipulidae. Chúng phân bố ở vùng sinh thái Australia.